# Līna Mūze
Līna Mūze (Smiltene, 4 dicembre 1992) è una giavellottista lettone.

## Biografia
Avvicinatasi al giavellotto nel 2005, ha preso parte a numerose manifestazioni giovanili ottenendo ottimi risultati. Ha poi preso parte a molti eventi seniores tra cui i Giochi olimpici di Londra 2012. Ha un record personale di 63,18 m, ottenuto il 28 luglio 2018 a Riga.

## Palmarès
| Anno | Manifestazione    | Sede       | Evento                 | Risultato | Prestazione | Note  |
| ---- | ----------------- | ---------- | ---------------------- | --------- | ----------- | ----- |
| 2009 | Mondiali allievi  | Bressanone | Lancio del giavellotto | 6ª        | 50,36 m     |       |
| 2010 | Mondiali juniores | Moncton    | Lancio del giavellotto | Argento   | 56,64 m     |       |
| 2011 | Europei juniores  | Tallinn    | Lancio del giavellotto | Argento   | 55,83 m     |       |
| 2012 | Europei           | Helsinki   | Lancio del giavellotto | 10ª       | 55,60 m     |       |
| 2012 | Giochi olimpici   | Londra     | Lancio del giavellotto | 13ª (q)   | 59,91 m     |       |
| 2013 | Europei under 23  | Tampere    | Lancio del giavellotto | Oro       | 58,61 m     |       |
| 2013 | Mondiali          | Mosca      | Lancio del giavellotto | 14ª (q)   | 60,29 m     |       |
| 2014 | Europei           | Zurigo     | Lancio del giavellotto | 19ª (q)   | 53,42 m     |       |
| 2015 | Universiade       | Gwangju    | Lancio del giavellotto | Argento   | 60,26 m     |       |
| 2016 | Europei           | Amsterdam  | Lancio del giavellotto | nm (q)    | nm (q)      |       |
| 2018 | Europei           | Berlino    | Lancio del giavellotto | 19ª (q)   | 53,95 m     |       |
| 2019 | Mondiali          | Doha       | Lancio del giavellotto | 27ª (q)   | 55,66 m     |       |
| 2021 | Giochi olimpici   | Tokyo      | Lancio del giavellotto | 26ª (q)   | 57,33 m     |       |
| 2022 | Mondiali          | Eugene     | Lancio del giavellotto | 6ª        | 61,26 m     |       |
| 2022 | Europei           | Monaco     | Lancio del giavellotto | 7ª        | 58,11 m     |       |
| 2023 | Giochi europei    | Chorzów    | Lancio del giavellotto | Oro       | 62,38 m     | [ 2 ] |
| 2023 | Mondiali          | Budapest   | Lancio del giavellotto | 9ª        | 58,43 m     |       |
| 2024 | Europei           | Roma       | Lancio del giavellotto | 8ª        | 58,58 m     |       |
| 2024 | Giochi olimpici   | Parigi     | Lancio del giavellotto | 17ª (q)   | 60,30 m     |       |

## Altre competizioni internazionali
2016
- Argento in Coppa Europa invernale di lanci ( Arad), lancio del giavellotto - 61,26 m

2022
- Oro in Coppa Europa di lanci ( Leiria), lancio del giavellotto - 58,12 m

2023
- Bronzo all'Athletissima ( Losanna), lancio del giavellotto - 62,58 m